# Ett hopp
Ett hopp är en svensk kortfilm från 2013 i regi av Louis Russell. I rollerna ses bland andra Simon Settergren, Sebastian Hiort af Ornäs och Inga Landgré. Kortfilmen har bl.a. visats på Londons filmfestival.

## Handling
Mitt i natten ringer Eriks telefon. Det är hans barndomsvän Elias, och allt som skiljer honom mellan liv och död är ett hopp. 

## Rollista
- Simon Settergren - Elias
- Sebastian Hiort af Ornäs - Erik
- Inga Landgré - Fransk kvinna